# هانی العویض
هانی العویض (عربی: هاني العويض؛ زادهٔ ۱ ژوئیهٔ ۱۹۷۹) یک ورزشکار اهل عربستان سعودی است.
از باشگاه‌هایی که در آن بازی کرده‌است می‌توان به باشگاه فوتبال القادسیه عربستان سعودی، باشگاه فوتبال الفیصلی عربستان سعودی، و باشگاه فوتبال نجران عربستان سعودی اشاره کرد.